# Wolfgang Müller (lekkoatleta)
Wolfgang Müller (ur. 26 stycznia 1943 w Dreźnie) – niemiecki lekkoatleta, sprinter. W czasie swojej kariery reprezentował Niemiecką Republikę Demokratyczną.
Specjalizował się w biegu na 400 metrów. Startował na europejskich igrzyskach halowych w 1967 w Pradze, ale sztafeta NRD 4 × 2 okrążenia z jego udziałem została w finale zdyskwalifikowana.
Na igrzyskach olimpijskich w 1968 w Meksyku Müller odpadł w półfinale biegu na 400 metrów i eliminacjach sztafety 4 × 400 metrów. Odpadł w eliminacjach biegu na 400 metrów na halowych mistrzostwach Europy w 1970 w Wiedniu.
Zdobył brązowy medal w biegu na 400 metrów na halowych mistrzostwach Europy w 1972 w Grenoble (wyprzedzili go jedynie reprezentanci RFN Georg Nückles i Ulrich Reich).
Müller był mistrzem NRD w biegu na 400 metrów w 1969, 1970 i 1972, wicemistrzem na tym dystansie w 1968 oraz brązowym medalistą w 1971, a także mistrzem w sztafecie 4 × 400 metrów w latach 1966–1968, 1970 i 1971 brązowym medalistą w 1972. W sztafecie 4 × 200 metrów był wicemistrzem w 1966 i brązowym medalistą w 1967. Był również halowym mistrzem NRD w biegu na 400 metrów w 1970 i wicemistrzem w 1969 oraz mistrzem w biegu sztafetowym w 1970 i 1971.
Był rekordzistą NRD w biegu na 400 metrów z czasem 46,2 s uzyskanym 3 lipca 1968 w Poczdamie i dwukrotnie w sztafecie 4 × 400 metrów do czasu 3:05,5 osiągniętego 27 września 1970 w Erfurcie.